# Новосадска арена
Југословенски фестивал играног филма „Новосадска арена” је био филмски фестивал у организацији Звезда филма, који се одржавао у Новом Саду сваког септембра од 1992. до 2005. Обустављен је 2006. услед недостатка средстава за његово финансирање.
На фестивалу 2000. године, који је као изузетак био одржан крајем октобра, била је уведена монета „Један Бата”, новчаница с ликом Михајла Паскаљевића којом су новинари плаћали сокове и кафе.
У новосадском Биоскопу „Арена” је у јулу 2007. године одржан први Филмски фестивал Србије.
| Филмови награђени „Златном ареном” |
| --- |
| 1994. - Ни на небу, ни на земљи 1995. 1999. - Куд плови овај брод 2000. 2001. - Муње! 2002. - Мала ноћна музика 2003. - Држава мртвих 2004. - Опет пакујемо мајмуне 2005. - Буђење из мртвих |